# Phoenix Rising (sèrie de televisió)
Phoenix Rising és una minisèrie documental nord-americana dirigida i produïda per Amy J. Berg. Al llarg de l'argument se segueix a Evan Rachel Wood mentre explica la seva història de suposada violència domèstica i la seva campanya reclamant justícia. L'estrena de la minisèrie fou els dies 15 i 16 de març de 2022 a HBO.

## Llista d'episodis
| Núm. | Títol        | Direcció    | Data d'emissió original | Espectadors U.S. (milions) |
| ---- | ------------ | ----------- | ----------------------- | -------------------------- |
| 1    | «Don't Fall» | Amy J. Berg | 15 de març de 2022      | Sense determinar           |
| 2    | «Stand Up»   | Amy J. Berg | 16 de març de 2022      | Sense determinar           |

## Producció
Evan Rachel Wood es va posar en contacte amb Amy J. Berg després que les dues s'havien conegut durant anys per documentar la seva experiència creant The Phoenix Act, una llei que ampliaria l'estatut de limitació dels casos de violència domèstica a Califòrnia. La producció va començar a l'estiu del 2020, quan van començar el rodatge, i Wood va anomenar públicament Marilyn Manson com el seu agressor.

### Resposta
Brian Warner, coneguda professionalment com a Marilyn Manson, ha negat totes les acusacions d'abús fetes contra ell. La pel·lícula afirma que les denúncies de violència domèstica fetes contra Warner estan actualment sota investigació de l'⁣FBI i mostra una carta suposadament escrita per un agent de l'FBI com a prova. L'autenticitat d'aquesta carta ha estat discutida, amb l'equip legal de Warner afirmant que Wood i la seva xicota Ashley Gore van falsificar el document. L'advocat de Warner afirma que l'agent de l'FBI ha confirmat que ella no va ser l'autora del document i va dir que el departament nomenat a la capçalera, el "Departament Federal de Delictes Violents", no existeix.
Warner està demandant tant a Wood com a Gore per difamació, així com per inflicció intencionada d'angoixa emocional, violacions de la Llei integral d'accés i frau a les dades informàtiques de Califòrnia i la suplantació d'un agent de l'FBI i la falsificació de documents federals. En la demanda, afirma que Wood i Gore van passar anys contactant amb les seves antigues parelles i van proporcionar "llistes de verificació i guions a les possibles acusadores". Una de les antigues parelles romàntiques de Warner, Greta Aurora, ha dit que Gore, actuant en nom de Wood, va intentar reclutar-la al seu grup d'acusadores en dues ocasions diferents.
Warner també al·lega que Gore va piratejar els seus ordinadors i xarxes socials, creant comptes de correu electrònic falsos per fabricar proves que havia estat distribuint "pornografia il·lícita" i comunicant-se amb advocats sobre una investigació criminal per les denúncies d'abús. Afirma que Gore va obtenir la seva informació d'inici de sessió, així com el seu número de Seguretat Social, a través de la seva antiga assistent, Ashley Walters, que també està demandant a Warner. Aurora afirma que va ser Walters qui va proporcionar a Gore la seva informació de contacte. A més, va acusar Gore d'haver usat una identitat falsa, al·legant que va ser ella qui va trucar a l'FBI fent veure que era una "amistat" preocupat pel seu benestar; aleshores, l'FBI es va posar en contacte amb la policia de Los Angeles per dur a terme un "control de benestar" a casa seva el 3 de febrer de 2021.
Wood es va negar a comentar les acusacions concretes de la demanda, però va dir: "Estic molt segur que tinc la veritat al meu costat i que la veritat sortirà a la llum. Això està clarament pensat abans del documental... No faig aquesta pel·lícula per netejar el meu nom. Ho faig per protegir la gent. Ho faig per sonar l'alarma que hi ha una persona perillosa allà fora i que no vull que ningú s'acosti a ell. Així la gent pot pensar el que vulgui de mi. He de deixar que el procés legal segueixi el seu curs, i sóc estable com una roca".

## Publicació
La primera part de la sèrie es va estrenar al Festival de Cinema de Sundance de 2022 el 23 de gener de 2022. I l'estrena mundial es preveia pel 15 de març de 2022 a HBO.

## Crítica
A l'agregador de crítiques cinematogràfiques Rotten Tomatoes, en sis crítiques el 100% foren positives amb una nota mitjana de 7,5 sobre 10.